# Albrecht Dietz

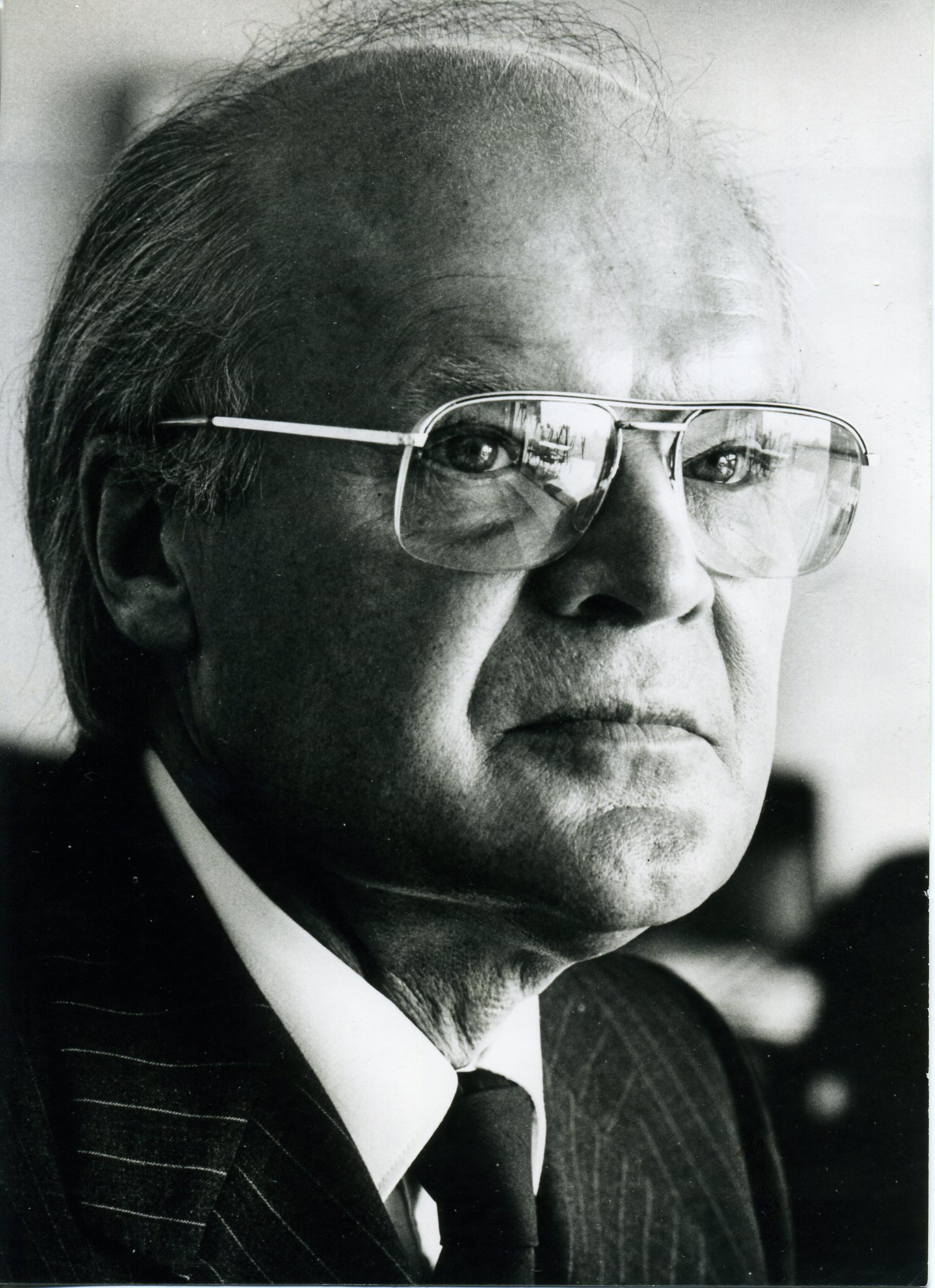
Albrecht Dietz (1994)

Albrecht Dietz (* 11. März 1926 in Dresden; † 21. März 2012 in Bergen-Enkheim) war ein deutscher Diplom-Kaufmann und Unternehmer. Er veröffentlichte zu betriebswirtschaftlichen Themen wie Leasing, Unternehmensführung, Institutionen- und Evolutionsökonomik.

## Leben
Albrecht Dietz wurde als Sohn des Kaufmanns und Erfinders Albert Dietz und der Erzieherin Lydia Dietz geboren. 1944 machte er das Abitur an der Wirtschaftsoberschule Dresden und studierte Wirtschaftswissenschaften und Jura, zunächst an der TH Dresden, nach dem Bombenangriff auf Dresden 1945 an der Universität Jena, wo er sein Studium 1947 als Diplom-Kaufmann abschloss. 1948 wurde er wissenschaftlicher Assistent von Erich Gutenberg an der Goethe-Universität in Frankfurt am Main. Dort wurde er 1949 mit einer Arbeit über Die Theorie der Overhead Costs zum Dr. rer. pol. promoviert.
Im Jahr 1949 begann Dietz als Prüfer der Treuarbeit bzw. der Deutschen Revisions- und Treuhand AG in Frankfurt am Main. Ab 1953 hatte er verschiedene Tätigkeiten in der Büromaschinen-Industrie als Leiter des Finanz- u. Rechnungswesens der deutschen Olivetti AG, Verkaufsleiter der Anker-Werke AG und Geschäftsführer der Deutschen Underwood GmbH. 1962 wurde er geschäftsführender Gesellschafter der Maschinen-Miete GmbH, die gemeinsam mit der Deutschen Leasing GmbH 1962 die erste Mobilien-Leasinggesellschaft war. 1971 fusionierten die Leasing-Vorreiter Deutsche Leasing GmbH, Maschinen-Miete GmbH und Mietdienst GmbH zur Deutsche Leasing AG in Frankfurt, deren Vorstandsvorsitzender Albrecht Dietz dann von 1971 bis 1991 war. Außerdem wirkte er als Präsident des Bundesverbands Deutscher Leasing-Gesellschaften in Köln, dessen Vorstandsvorsitzender er bis 1982 war, und war Anfang der 1970er Jahre maßgeblich an der Erarbeitung der Leasing-Erlasse beteiligt. Diese sind noch heute die rechtliche Grundlage von Leasingverträgen. Einige Jahre war er auch Mitglied des Vorstandes der Vereinigung europäischer Leasinggesellschaften, Leaseurope.
Albrecht Dietz war Mitherausgeber der Zeitschrift für das gesamte Kreditwesen – ZfgK (Pflichtblatt der Frankfurter Wertpapierbörse).
Seit 1982 nahm er Lehr- und Forschungstätigkeiten zu Themen der Leasingwirtschaft, Unternehmensführung und Institutionenökonomik wahr. Ab 1988 war er aktiver Gastteilnehmer an den internationalen Forschungsseminaren des Max-Planck-Instituts zur Erforschung von Wirtschaftssystemen (heute „Max-Planck-Institut für Ökonomik“) in Jena. Seit 1990 war er Honorarprofessor am Fachbereich Wirtschaftswissenschaften der Goethe-Universität Frankfurt am Main. Er wirkte in Frankfurt zudem als Aufsichtsratsvorsitzender der Deutsche Objekt-Leasing GmbH und der LGS Leasinggesellschaft der Sparkassen GmbH.
Albrecht Dietz war evangelisch, ab 1954 mit Elisabeth Dietz, geborene König, verheiratet und hatte drei Kinder: die Studienrätin Micaela Grohé, der Designer Matthias Dietz sowie die Philosophin und Politikerin Simone Dietz.

## Auszeichnungen
- Verdienstorden der Bundesrepublik Deutschland am Bande (1992, Bundesverdienstkreuz)
- Ehrenmitgliedschaft der Frankfurter Wirtschaftswissenschaftlichen Gesellschaft e. V. (fwwg), der Alumniorganisation des Fachbereichs Wirtschaft der Goethe-Universität, Frankfurt (2011)

## Veröffentlichungen
- Die Theorie der Overhead Costs. Diss. Frankfurt am Main 1949.
- Betriebswirtschaftslehre und die Praxis der Leasing-Anwendung. In: ZfB Zeitschrift für die betriebswirtschaftliche Praxis. 50. Jg., 1980, Heft 9, S. 1017–1027.
- Leasing – Motor für Investitionen. In: DB. 34. Jg., 22. Mai 1981, Beilage 11 zu Heft 21, S. 3–6.
- Leasing als Unternehmenskonzeption. In: ZfgK. 35. Jg., 1982, Heft 6, S. 214–216.
- Leasing in der Bewährungsprobe – Die Leasing-Branche wird sich für die Zukunft auf ein langsameres Wachstumstempo einstellen müssen. In: Handelsblatt. Nr. 75, 19. April 1983, S. B1.
- 25 Jahre Leasing in Deutschland – eine erfolgreiche Zwischenbilanz. In: FLF. 34. Jg., 1987, Heft 5, S. 179–182.
- Die Erfolgsfaktoren des Leasing – Eine junge Branche hat die Pionierphase verlassen. In: SZ. Nr. 86, 14. April 1988, S. I, IV.
- Die betriebswirtschaftlichen Grundlagen des Leasing. In: Archiv für civilistische Praxis. 190. Band, Heft 3–4, 1990, gleichzeitig erschienen in der ZfB Zeitschrift für Betriebswirtschaft, Nr. 11, 1990
- Reflexionen über die „Grundlagen der Betriebswirtschaftslehre“ anlässlich des hundertsten Geburtstages von Erich Gutenberg. In: zfbf Schmalenbachs Zeitschrift für betriebswirtschaftliche Forschung. Verlagsgruppe Handelsblatt Düsseldorf/Frankfurt, Heft 12, Dezember 1997.
- Der Manager als Entrepreneur. In: Die Rollen eines Managers. Eggert, Kati (Hrsg.), Fritz Knapp Verlag 2010.